# Acanthopidae
Acanthopidae, é uma familia de mantis, que conta com 3 subfamílias e 13 géneros. Esta família de insectos foi denominada pelo naturalista alemão Hermann Burmeister, em 1838.

## Subfamílias
- Acanthopinae
- Acontiothespinae
- Stenophyllinae

## Géneros
- Acanthops
- Acontista
- Astollia
- Callibia
- Decimiana
- Lagrecacanthops
- Metilia
- Miracanthops
- Paratithrone
- Pseudacanthops
- Raptrix
- Stenophylla
- Tithrone